# مشیر همایون شهردار
مشیر همایون شهردار (زادهٔ ۱۲۶۴ – درگذشتهٔ ۱۱ بهمن ۱۳۴۸ در تهران) موسیقی‌دان٬ نوازندهٔ پیانو و آهنگساز اهل ایران بود.

## دوران کودکی
حبیب‌الله سپهسالاری مشهور به مشیرهمایون شهردار یا حبیب‌الله شهردار فرزند نصرالله خان سپه سالاری در سال ۱۲۶۴ متولد شد، تحصیلات خود را در مدرسهٔ آلیانس به پایان رساند و سپس به خدمت دولت درآمد. پدرش ۲ پیانو به ایران آورد که یکی از آن‌ها در خانه‌اش ماند و مشیر همایون شهردار از شش سالگی نواختن را آغاز کرد.
در کتاب پیر پرنیان اندیش، (در صحبت سایه) ص۵۳۱؛ هوشنگ ابتهاج نقل می‌کند:"از ادیب خوانساری پرسیدم آیا درسته که مشیر همایون شهردار، پیانیست، وقتی مسئول رادیو شده نوارهای شما رو پاک کرد؟" ادیب می‌گوید بله. وقتی من هفده و مشیر همایون هجده ساله بود در اصفهان هر دو عاشق یک دختر بودیم. سر همین رقابت وقتی مسئول رادیو شد دستور داد تمام نوارهای منو پاک کنند."

## استادان
وی تار را نزد آقا حسینقلی و میرزا عبدالله و نی را نزد نایب اسدالله و پیانو را نزد سالار معزز و سنتور را نزد محمدصادق خان فرا گرفت. پدرش چون به استعداد فرزند پی برد، سرهنگ آقا بزرگ خان صاحب منصب موزیک قزاقخانه را به معلمی او برگزید و برای تحریک ذوق او از آقا حسینقلی و حسین کمانچه کش دعوت می‌کرد که نواهای ایرانی را بنوازند و مشیر همایون از آنها تقلید نماید، سپس محمدصادق خان استاد سنتور را نیز به معلمی او انتخاب نمود که وی را در نواختن آوازها راهنمایی می‌کرد.
سرورالملک که استاد پیانوی مشیر همایون بود یکی از موسیقی‌دانان سرشناس دربار ناصری بود که تا زمان مظفرالدین شاه هم زنده بود.

## مشاغل وی به قلم خودش
مدتی قاضی شعبهٔ اول دادگاه در وزارت دادگستری بودم، بعد از آن معاون تفتیش وزارت دادگستری شدم و پس از آن دادستان دادگستری اصفهان، رئیس تامینات شهربانی تهران، و پس از آن به ترتیب معاون شهربانی تهران، رئیس شهربانی اصفهان، رئیس شهربانی شیراز، رئیس شهربانی کل استانهای جنوب گشتم، چندی بعد در وزارت کشور فرماندار شیروان، تربت جام و تربت حیدریه، شهردار مشهد، اصفهان و بعد شیراز گشتم. مدتی بعد به ادارهٔ آمار و ثبت احوال رفتم و بالاخره رئیس ادارهٔ ذوب آهن و مدتی هم فرماندار بابل و بابلسر بودم.

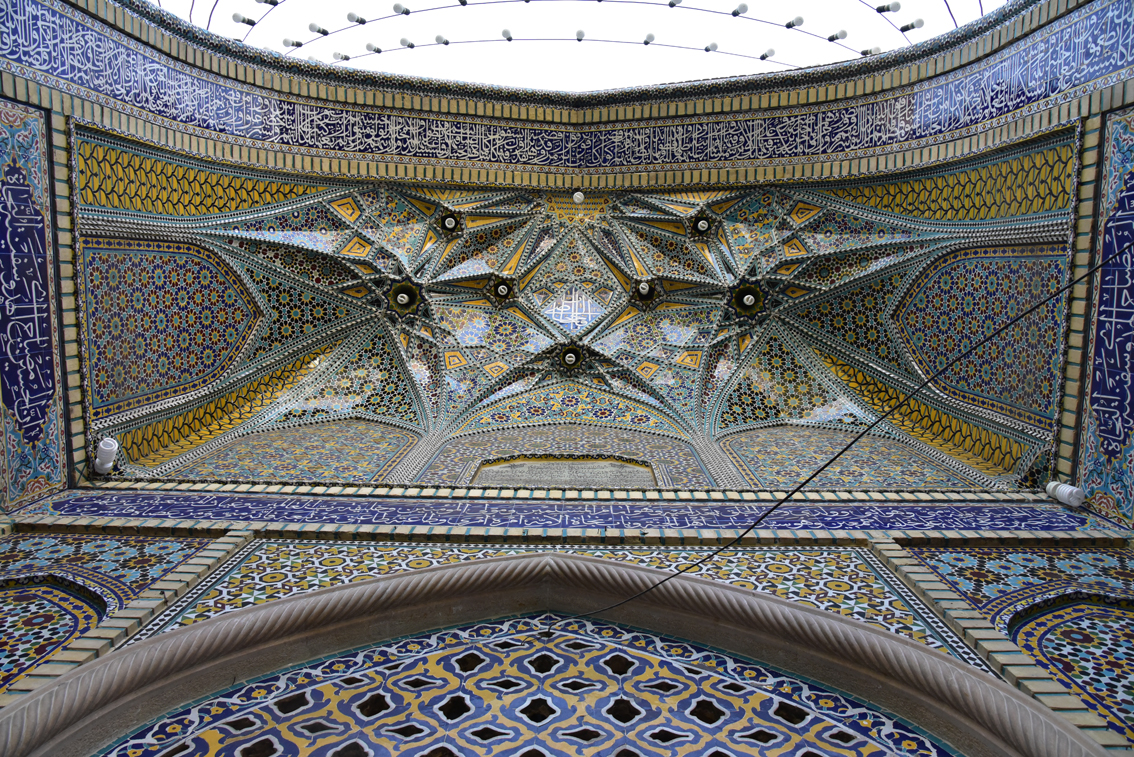
مشیر همایون شهردار.

در سال ۱۹۰۹ میلادی به دعوت کمپانی هیز مستر ویس به لندن رفتم و تعدادی از آهنگهای ایرانی را در صفحات ضبط کردم که متأسفانه هیچ‌کدام در دسترس نیست.
در قرارداد به من اختیار دادند که تا ۱۰ نفر از موسیقیدانهای آن زمان را با خودم به لندن ببرم، بعد از انجام تعهدات، آنها را روانهٔ تهران کردم و خودم چند ماهی در پاریس ماندم. یک نوبت دیگر هم نمایندگان کمپانی کلمبیا با وسایل کار به تهران آمدند سال(۱۳۱۲) و مرا برای ضبط آهنگهای ایرانی دعوت کردند، که آنرا هم انجام دادم.
۲۲ سال است که با دستگاه رادیو ایران همکاری دارم که ۱۰ سال آن به‌طور مستقل مسئول تمام برنامه‌های موسیقی ایرانی بودم و دو سال مشاور هنری و ۱۰ سال اول فقط نواختن پیانو بر عهدهٔ من بود.

## آثار
یکی از معروفترین آثار نوازندگی وی ترانهٔ معروف مرا ببوس است، پیانوی این ترانه را مشیر همایون شهردار نواخته‌است، شعر این ترانه از حیدر رقابی و خوانندهٔ آن حسن گلنراقی است.
از دیگر آثار وی می‌توان به صفحه‌های گرامافون زیر اشاره کرد:
1. آوازی در چهارگاه با شعر:عیب رندان مکن ای زاهد پاکیزه سرشت.
2. آوازی در بیات اصفهان با شعر:دیدن روی تو دادن جان مطلب ماست.
3. آوازی در بیات ترک با شعر:سر تسلیم نهادیم به حکم و رایت.
4. آوازی در همایون با شعر:منم که شهرهٔ شهرم به عشق ورزیدن.
5. آوازی در افشاری با شعر:لاابالی چه کند دفتر دانایی را.[۵]

مشیر همایون علاوه بر نوازندگی پیانو در آهنگسازی نیز دست داشت خود او تعداد آهنگهایش را ۵۰ قطعه نوشته و می‌گوید اشعار آنرا نیز تماماً خود سروده‌است.
مشیر همایون تعدادی اپرت نیز تصنیف کرده که شعر و آهنگش از خود اوست. وی در اپرت روش خاصی داشت، از اپرتهای معروف او می‌توان به اپرت یوسف و زلیخا، خسرو و پروانه اشاره کرد. «دوستان شرح پریشانی من گوش کنید» یکی از ترانه‌های اپرت یوسف و زلیخا است که سالهای سال مردم آنرا زمزمه می‌کردند و به یاد می‌آوردند.
اپرت خسرو پروانه را مشیر همایون از افسانهٔ "مادام و کاملیا گرفته بود زیرا در مدت اقامت در فرانسه تحت تأثیر آن قرار گرفته بود، نتهای این اپرت را ابراهیم منصوری نوشته‌است.
پس از مدتی مشیر همایون دست به کار آفرینش اپرت رستم و سهراب شد، ملودیهای این اپرت در دست است اما این اپرت متأسفانه اجرا نشد.
مشیر همایون به‌وسیله استادان زبر دست زمان خود به انجمن اخوت راه یافت و در کنسرتهای آن انجمن پیانو می‌زد. صفحه گرامافون دشتی و راست پنجگاه که سولو نواخته شده‌است از نظر اجرا و فضای ایرانی‌شان جزو آثار شاخص او به‌شمار می‌آیند.
اولین قطعه‌ای که نوشت و به شکل پانتومیم روی صحنه رفت «باغ شاه» نام داشت که بعد از دورهٔ استبداد صغیر در انجمن اخوت بازی شده‌است
در سال ۱۲۹۶ نمایشنامه‌ای به نام «بیچاره ارومی» نوشت که توأم با کنسرت، با شرکت دوستان خود درویش خان و رکن‌الدین خان به منفعت خیریه نمایش داده شد.
قطعه دیگر نمایشی است به نام «دمپخت فری» که بعد از سال قحطی ۱۲۹۶ در تالار گراند هتل اجرا شده‌است. وجه تسمیه نمایشنامه برای اینست که در آن موقع بواسطه کم بارانی سالهای قبلی، قحطی سختی در تهران شد و برای کمک بینوایان به جای نان، به مردم دمپخت می‌دادند. این نمایشنامه با کنسرتی توأم بود که خواننده آن دائی او رضا قلی خان بود.
وی در سال ۱۲۹۸ برای پر کردن صفحه به همراه جمعی از هنرمندان به لندن رفت و صفحه‌هایی ضبط نمود که مقداری از آنها به تهران رسید و باقی آن در اثر بمباران هوایی در لندن از بین رفت.
کنسرتی به منفعت حریق زدگان آمل و کنسرت دیگری برای ترمیم خرابی‌های حریق بازار در سال ۱۲۸۸ در خانه ظهیرالدوله تشکیل گردید که رئیس ارکستر غلامحسین درویش بود و مشیر همایون و سالار معزز نوازندگان پیانوی آن بودند.
پس از درویش خان مشیر همایون شهردار جزو کسانی بود که ذوق آهنگسازی داشت اما چون نت نمی‌دانست و شاگرد و کلاسی هم نداشت این آهنگ‌ها انتشار نیافت.

## دیسکوگرافی
شمارهٔ برخی دیسکهای ضبط شده از مشیر همایون شهردار به شرح زیر است:
W029, GPX8, WXGPX6, GFX7, G.C.7-12250, G.C.7-19272.

## سبک نواختن
مشیر همایون در نواختن پیانو سبک خاصی داشت که بسیار شبیه به سبک سنتور بود، و این هم به علت آن است که مدتها شاگرد محمد صادق خان بهترین نوازندهٔ سنتور در زمانش بود. او ردیف موسیقی را به وسیلهٔ سنتور آموخت و عیناً روی پیانو تقلید کرد.
در ده سالگی نوازندهٔ چیره‌دستی بود که به شنیدن سازش رغبت می‌کردند.
او کوشش می‌کرد که هرچه بیشتر هنرمندان به تنظیم موسیقی به صورت پلی فونیک –چند صدایی- رغبت کنند و در همه احوال هنرمندی نوآور و نوآموز بود.

## ابداع پیش‌درآمد
می‌گویند وقتی که بنا باشد کنسرتی داده شود، در هنگام تمرین رکن الدین خان پیشنهاد کرد خوب است اول قطعه‌ای با هم بنوازیم و بعد از آن به آواز بپردازیم، سؤال شده کدام قطعه را بنوازیم؟ پیشنهاددهنده گفت من آهنگی به این سبک دارم. حضار میل به شنیدن آن پیدا کردند و سازنده آن آهنگ آنرا نواخت و مورد پسند واقع شد. بنا به پیشنهاد مشیر همایون شهردار به مناسبت اینکه پیش از درآمد آواز زده می‌شود به پیش‌درآمد موسوم شد.

## دستی در شعر
چنانچه یاد شد مشیر همایون در سرودن شعر هم دست داشت و شعر زیر سرگذشت خودش است که به شعر سروده‌است.
| دو سطر از سرگذشت من فراگیر  |  | وزان پس پندهای پر بها گیر    |
| ز هجرت در هزار و سیصد و چار |  | شدم وارد در این دشت محن زار  |
| چو فارغ گشتم از تحصیل دانش  |  | شدم با بخت خویش اندر کشاکش   |
| سپس دعوت شدم از انگلستان    |  | که سازم صفحه‌ای ز الحان ایران |

## ارکستر ویژه
هنگامی که در رادیو مسئولیت شورای موسیقی را قبول کرد، ارکستری به نام ارکستر ویژه بنیاد نهاد. ارکستر ویژه قطعاتی را که برای ارکستر تنظیم شده بود به سبک موسیقی غربی اجرا می‌کرد. به دنبال آن ارکستر فارابی به وجود آمد و مشیر همایون آهنگ‌هایی برای این ارکستر ساخت.

## سرانجام
مشیر همایون شهردار در یازدهم بهمن ۱۳۴۸ در سن ۸۴ سالگی به علت عارضهٔ پارکینسون درگذشت و در گورستان ظهیرالدوله به خاک سپرده شد.